# Спасо-Преображенська церква (Підгайці)
Спасо-Преображенська церква — церква у містечку Підгайці Тернопільської області. Належить до Підгаєцького благочиння Тернопільської єпархії Української православної церкви Київського патріархату. Датується 1772 р. Розташована на вул. Спасівська. Дзвіниця побудована в середині 19 ст., тоді ж добудований зруб до північного боку апсиди.
Витвір галицьких майстрів.

## Історія
Споруджена 1772 року згідно з датуванням напису на південному фасаді бабинця.
З 1961 року до 1988 року богослужіння припинили. За той період знищили престол, іконостас. Завдяки зусиллям релігійної громади с. Галич та настоятеля о. Петра Федіва в 1988 році церкву Преображення Господнього відкрили й відновили богослужіння.

## Архітектура
Церква дерев'яна, тризрубна, одноверха. Наваквадратна в плані, бабинець і вівтарна частина — прямокутні, довшими боками орієнтовані по поздовжній осі будівлі. Бічні зруби однакової висоти, середній — значно вищий, перекритий зімкнутим зрубним склепінням на світловому восьмерику. Бабинець і вівтарна частина перекриті циліндричними рубленими склепіннями, схованими під двосхилими дахами. Високе опасання ілюзорно зменшує об'єми та пом'якшує співвідношення різних за величиною частин споруди.
Вхід на південному фасаді бабинця оформлений різьбленим ґанком. Круглі вікна у восьмерику та трикутні фронтони над північним і південним фасадами мають пізніше походження.
В інтер'єрі великі паруси, на які спирається восьмерик, врублені із підйомом догори, ілюзорно підсилюючи висотне розкриття простору. Бабинець і нава з'єднані п'ятикутним вирізом, прикрашеним у верхній частині мотивом «заплічників».

### Дзвіниця
Дзвіниця Спасо-Преображенської церкви — дерев'яна, збудована у 1893 році. Розташована на вул. Галицькій.
Дзвіниця дерев'яна, двоярусна, каркасної конструкції, чотиригранна. Нижній ярус значно вищий за верхній аркадний, що оперізаним двома рядами опасання. Перекрита шатровим дахом.

## Парохи
- о. Степан Рудинський (1752—1800),
- о. Петро Федів (з 1988).